# Constans
Constans és una pel·lícula polonesa del 1980 dirigida per Krzysztof Zanussi. Explica la història d'un jove que lluita per enfrontar-se a la mort de la seva mare i té el desig d'escalar l'Himàlaia com havia fet el seu pare.
La pel·lícula va guanyar el Premi del Jurat i el Premi del Jurat Ecumènic al 33è Festival Internacional de Cinema de Canes de 1980.

## Argument
Witold, graduat a l'escola tècnica elèctrica, participa en escalada d'alta muntanya durant el seu servei militar. Un dels muntanyencs del refugi esmenta el pare de Witold, que va morir durant una expedició a la muntanya. Gràcies a la targeta de visita rebuda d'aquest alpinista, Witek, un cop finalitzat el servei militar, aconsegueix feina en una empresa d'organització d'exposicions. Gràcies a això, pot anar de negocis a l'Índia. Mentre visita el país, s'adona que el seu cap, Mariusz, està cometent acords fraudulents de visats.
Aviat, a causa de la sobtada malaltia de la seva mare, Witold se'n va a una ciutat de província. A l'hospital local, la troba en un llit al passadís per manca de places. Intervé en aquest cas sense èxit, i la infermera Grażyna li informa que s'hauria d'haver pagat un suborn. La mare de Witold, amb una malaltia terminal, torna a casa i després mor. Incapaç d'assumir la mort de la seva mare, Witold, en un acte de desafiament, es rebel·la contra Mariusz quan aquest, en el seu proper viatge de negocis, li proposa participar en les maquinacions de transaccions, per les quals més tard és assetjat pels seus companys, que estan conxabats amb el seu cap. Mentre Witold, juntament amb el seu col·lega militar Stefan, es prepara per al viatge previst a l'Himàlaia, els subordinats de Mariusz assenyalen Witold, que s'adona al despatx de duanes que s'han trobat amb ell una quantitat no declarada de dos-cents dòlars.
Witold perd la feina i l'única persona que es manté a prop d'ell és la Grażyna. Witold es guanya la vida com a netejador de finestres en gratacels i bastides durant la renovació de monuments. Com a estudiant lliure, participa en conferències de matemàtiques a la Politècnica. Tot i que el professor anima Witold a realitzar estudis regulars, es mostra escèptic sobre la proposta. Quan un dia trenca una façana enfonsada en una bastida, un nen petit que persegueix una pilota és colpejat amb trossos de runa. La pel·lícula acaba amb un crit de Witold.

## Repartiment
- Tadeusz Bradecki – Witold
- Zofia Mrozowska – Mare de Witold
- Malgorzata Zajaczkowska – Grazyna
- Cezary Morawski – Stefan
- Witold Pyrkosz – Mariusz
- Ewa Lejczak – Esposa de Stefan
- Jan Jurewicz – Zenek
- Juliusz Machulski – Wladek
- Marek Litewka – Wlodzimierz
- Jacek Strzemzalski – Mate
- Edward Zebrowski – Científic